# Сухие Гаи
Сухи́е Га́и — село в Верхнехавском районе Воронежской области.
Административный центр Сухогаевского сельского поселения.

## Население
| 1859 | 2000 | 2005 | 2010 |
| ---- | ---- | ---- | ---- |
| 331  | ↗399 | ↘345 | ↗381 |

## Улицы
| - ул. 50 лет Октября, - ул. Животноводов, - ул. Зелёная, - ул. Колхозная, | - ул. Ленина, - ул. Молодёжная, - ул. Новосёлов, - ул. Полевая. |